# Эсперантология

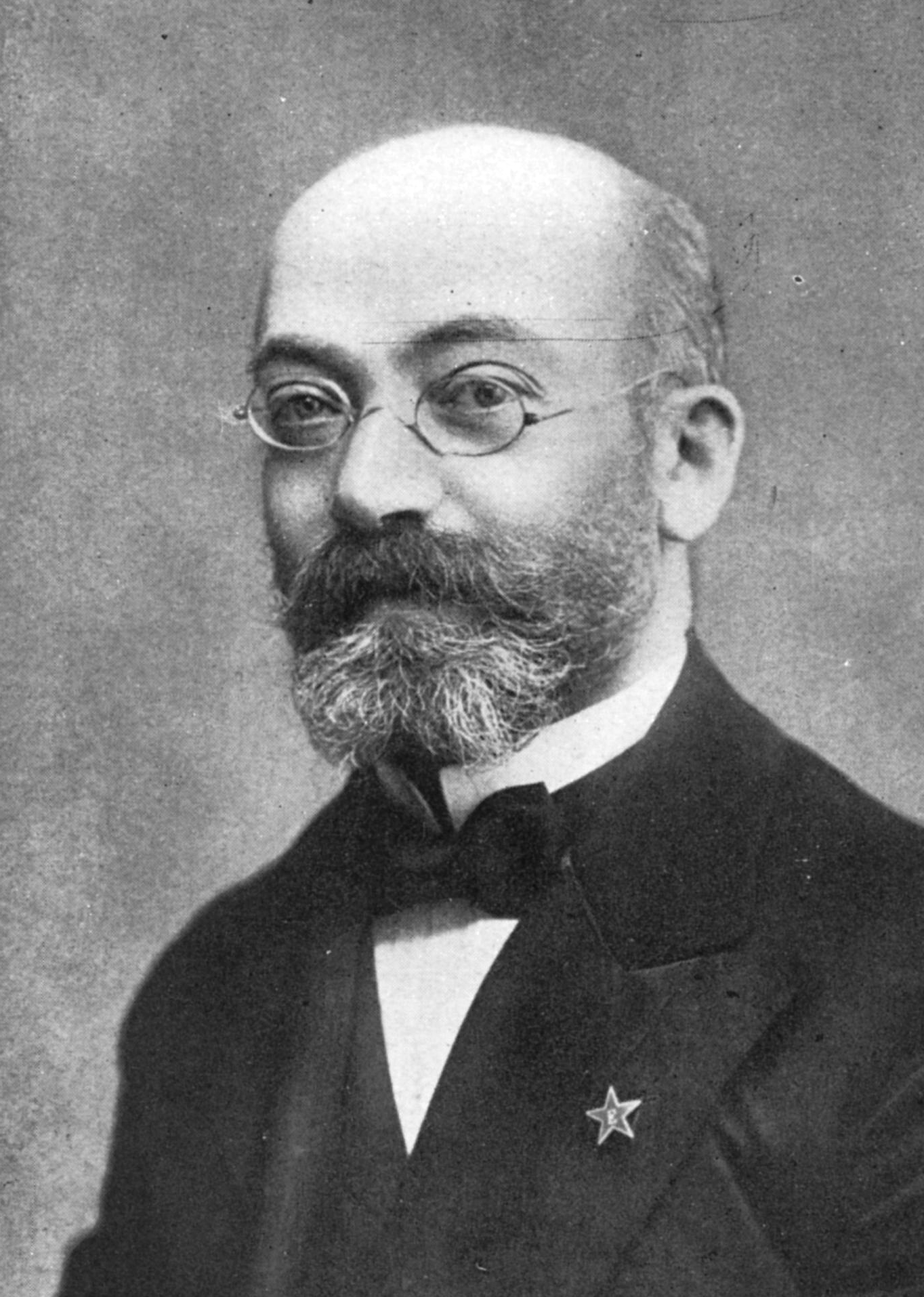
Лазарь Маркович Заменгоф, инициатор языка эсперанто

Эсперантоло́гия (эсп. esperantologio) — подраздел частной интерлингвистики, теория языка эсперанто. По мнению многих исследователей, эсперантология изучает не только развитие и функционирование эсперанто, но также различные сферы его применения и (на стыке с другими общественными дисциплинами, такими как психология, социология и проч.) само эсперанто-сообщество — его историю и структуру, поскольку все эти феномены весьма трудноотделимы друг от друга.
Эсперантология занимает особое положение в рамках интерлингвистики, так как именно эсперанто является наиболее развитым и часто используемым плановым языком (и, соответственно, предоставляет значительно больше материала для интерлингвистических исследований, чем другие плановые языки). Кроме того, значительная часть (по некоторым оценкам — не менее половины или даже около 90 процентов) всей специализированной литературы по интерлингвистике издана и продолжает издаваться именно на эсперанто.

## История термина

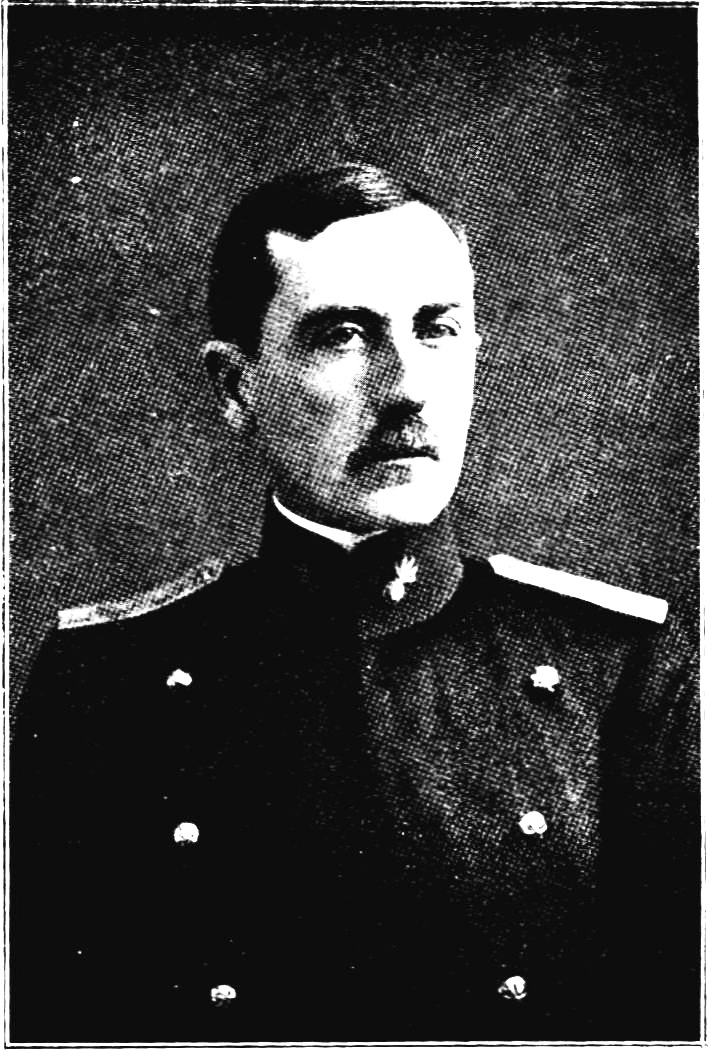
Рене де Соссюр, основоположник эсперантологии

Основоположником эсперантологии как отдельной научной дисциплины считается французский учёный-математик Рене де Соссюр, который на пи́ке т. н. идо-кризиса (1908 год) выступил в защиту принципов словообразования эсперанто, показав наличие в нём определённых лингвистических закономерностей, которые изначально не были в него заложены (или, по крайней мере, не были явно сформулированы его инициатором).
Первое упоминание термина «эсперантология» относится к 1911 году — именно под таким названием в эсперанто-журнале Orienta Stelo (с эсп. — «Восточная Звезда» — орган эсперанто-общества города Йокосука) была опубликована статья японского эсперантиста Осака Кэндзи.

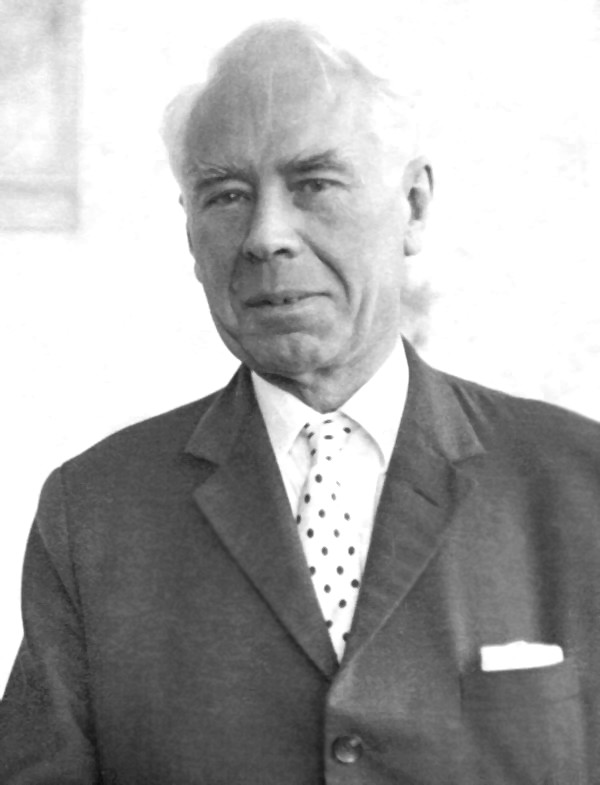
Ойген Вюстер, австрийский терминолог и эсперантолог

Тем не менее, термин вошёл в широкий обиход несколько позже благодаря усилиям австрийского эсперантиста и терминоведа Ойгена Вюстера, который повторно предложил это название в одной из своих статей, опубликованной в 1921 году в периодическом издании Esperanto Triumfonta, позднее переименованном в Heroldo de Esperanto (с эсп. — «Вестник эсперанто»), в связи с чем именно Вюстер нередко упоминается как создатель этого термина. Позднее, в 1955 году, Вюстер рассказал об истории этого термина (как и об истории термина «интерлингвистика») в статье La terminoj „esperantologio“ kaj „interlingvistiko“ (с эсп. — «Термины „эсперантология“ и „интерлингвистика“»). Следует, однако, заметить, что сам Вюстер понимал эсперантологию несколько иначе, чем современные исследователи, а именно — как «часть „синтетической лингвистики“, применяемой к уже широко используемой системе „эсперанто“» (при этом под синтетической лингвистикой он понимал относительно новую тогда разновидность лингвистики, которая не только констатирует, но и сознательно направляет развитие языка, — то, что сейчас назвали бы «языковым планированием»).

## Видные эсперантологические школы
Все эсперантологи являются одновременно специалистами в каких-либо других лингвистических областях, поэтому, как правило, занимаются эсперантологической проблематикой лишь параллельно со своей основной специальностью. Тем не менее, можно выделить несколько крупных научных эсперантологических школ:
- Кафедра эсперантологии на филологическом факультете Будапештского университета под руководством профессора Иштвана Сердахейи[эсп.] (венг. István Szerdahelyi, 1924—1987). За время её существования на кафедре прошли специализацию больше сотни студентов (из них около 80 защитили дипломные работы по интерлингвистической/эсперантологической тематике, несколько человек защитили диссертации). После смерти Сердахейи кафедрой продолжала руководить его ученица, Илона Кутни; в конце 1990-х годов она переехала в Польшу, где организовала интерлингвистические курсы при университете Адама Мицкевича (Познань)[3].
- Советская/российская школа эсперантологии имеет давнюю традицию. Её основателем можно считать Эрнста Дрезена, автора детальной «Истории всемирного языка», первое издание которой (на русском языке) вышло в 1927 году, а третье[11] — в 1991)[12]. Видный советский лингвист Е. А. Бокарёв основал отдельную комиссию по интерлингвистике при Академии наук. Продолжателем его деятельности стал М. И. Исаев, под руководством которого при Институте языкознания АН СССР было защищено несколько диссертаций на эсперантологические темы (например, диссертация Б. Г. Колкера «Вклад русского языка в формирование и развитие эсперанто»[13]). Многочисленные публикации на интерлингвистические и эсперантологические темы подготовил профессор филологического факультета МГУ С. Н. Кузнецов[14], в том числе: «Теоретические основы интерлингвистики»[15], «Направления современной интерлингвистики»[16], «Основные понятия и термины интерлингвистики»[17]. В начале 2000-х годов А. С. Мельников[эсп.] из Ростова-на-Дону защитил докторскую диссертацию на материале эсперанто и опубликовал монографию «Лингвокультурологические аспекты плановых международных языков (на фоне этнических)»[18].
- В Тартуском университете эсперантологией и интерлингвистикой активно интересовался академик П. Аристэ, в течение нескольких лет издавалась научная серия Interlinguistica Tartuensis (с 1982 по 1990 год вышло семь выпусков серии), а профессор этого университета, славист и интерлингвист А. Д. Дуличенко, является автором научных монографий[19] и учебных пособий[20], посвящённых интерлингвистике и эсперантологии.

### Известные эсперантологи

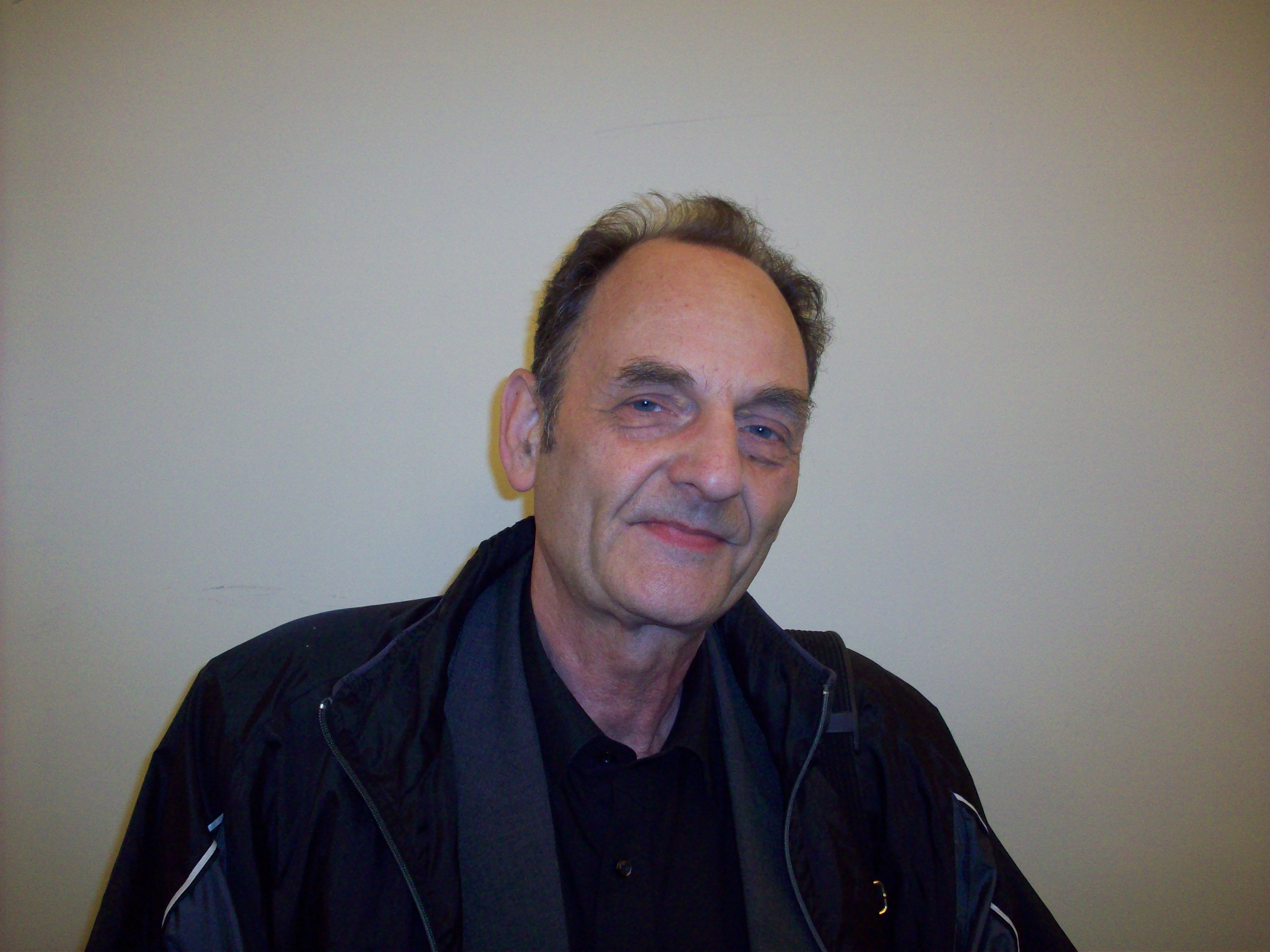
Детлев Бланке, немецкий эсперантолог

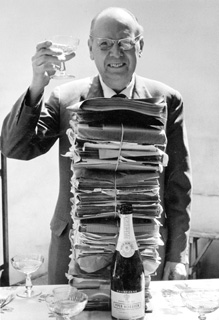
Гастон Варенгьен, французский эсперантолог

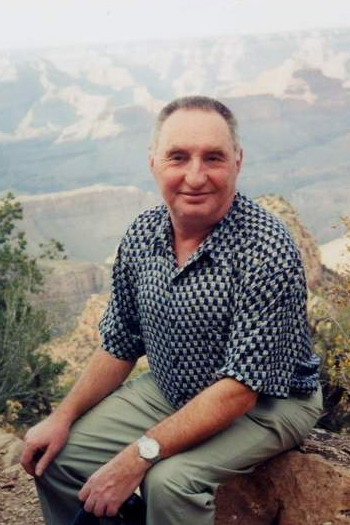
Борис Колкер, советский/российский эсперантолог

- Вера Барандовска-Франк[эсп.] (Věra Barandovská-Frank, род. 1952) — преподаватель в Падерборнском университете, автор многочисленных публикаций по интерлингвистике и эсперантологии, в том числе — «Вводного учебника интерлингвистики»[3].
- Детлев Бланке (Detlev Blanke, 1941—2016) — ведущий эсперантолог конца XX — начала XXI века, основатель и руководитель немецкого интерлингвистического общества Gesellschaft für Interlinguistik, профессор университета имени Гумбольдта.
- Евгений Алексеевич Бокарёв (1904—1971) — выдающийся советский лингвист и эсперантолог, автор русско-эсперантского и эсперанто-русского словарей, а также многих публикаций на эсперантологические темы.
- Владимир Валентинович Варанкин (1902—1938) — советский эсперантолог, автор ряда статей об эсперанто и книги Teorio de Esperanto («Теория эсперанто»)[21].
- Гастон Варенгьен (1901—1991) — выдающийся эсперантолог, грамматик и лексикограф, главный редактор Полного иллюстрированного словаря эсперанто, соавтор «Полной аналитической грамматики эсперанто».
- Бертиль Веннергрен (Bertil Wennergren, род. 1956) — шведский эсперантолог, член Академии эсперанто, автор детального руководства по грамматике эсперанто (Plena manlibro pri Esperanta gramatiko[22]).
- Эббе Вильборг[эсп.] (Ebbe Vilborg, род. 1926) — шведский филолог и эсперантолог, автор четырёхтомного этимологического словаря эсперанто.
- Ойген Вюстер[эсп.] (Eugen Wüster, 1898—1977) — немецкий эсперантолог, выдающийся терминолог.
- Александр Дмитриевич Дуличенко (род. 1941) — профессор Тартуского университета, славист и интерлингвист, автор множества статей и нескольких монографий по интерлингвистике и эсперантологии.
- Мишель Дюк Гониназ (1933—2016) — французский славист и эсперантолог, главный редактор Нового полного иллюстрированного словаря эсперанто.
- Магомет Измайлович Исаев (1928—2011) — советский иранист и эсперантолог, руководитель аспирантуры по интерлингвистической тематике при Институте языкознания АН СССР (в 1980-х годах).
- Кальман Калочаи (1891—1976) — выдающийся поэт и переводчик на эсперанто, автор многочисленных статей о грамматике и стиле эсперанто, теоретик грамматики, словообразования и стихосложения эсперанто, соавтор «Полной аналитической грамматики эсперанто».
- Борис Григорьевич Колкер (род. 1939) — советский эсперантолог, исследователь влияния русского языка на становление и развитие эсперанто[13].
- Ренато Корсетти (Renato Corsetti, род. 1941) — итальянский лингвист, профессор психолингвистики в Римском университете Ла Сапиенца, автор множества публикаций о языковой политике, билингвизме, психопедагогике и использовании эсперанто в качестве второго родного языка.
- Сергей Николаевич Кузнецов (род. 1945) — российский лингвист, специалист по скандинавским языкам, автор множества публикаций и нескольких монографий по интерлингвистике и эсперантологии.
- Илона Кутни (Ilona Koutny, род. 1953) — венгерская лингвист и эсперантолог, руководитель интерлингвистических курсов при университете имени Адама Мицкевича (Познань).
- Йоуко Линдстедт (Jouko Lindstedt, род. 1955) — финский славист и эсперантолог, исследователь проблематики использования эсперанто «с рождения».
- Пауль Неэргорд (Paul Neergaard, 1907—1987) — датский агроном, эсперантолог, главный редактор журнала «Эсперантология» (1949—1961).
- Клод Пирон (1931—2008) — швейцарский лингвист и психолог, автор множества публикаций и книг о развитии эсперанто, его выразительных возможностях, о мировой языковой проблеме.
- Сергей Борисович Покровский (род. 1949) — российский эсперантолог, член Академии эсперанто.
- Иштван Сердахейи[эсп.] (István Szerdahelyi, 1924—1987) — венгерский лингвист и эсперантолог, основатель и руководитель кафедры эсперантологии в Будапештском университете.
- Рене де Соссюр (1868—1943) — швейцарский лингвист и эсперантолог, основоположник эсперантологии как науки, автор теории словообразования в эсперанто.
- Джон Уэллс (John Wells, род. 1939) — британский лингвист, профессор фонетики в Университетском колледже Лондона, автор книги «Лингвистические аспекты эсперанто».
- Райнхард Хаупенталь[эсп.] (Reinhard Haupenthal, род. 1945) — немецкий лингвист, эсперантолог и волапюколог.
- Андре Шерпийо[эсп.] (André Cherpillod, род. 1930) — французский эсперантолог и интерлингвист, автор многочисленных публикаций об эсперанто и волапюке, в том числе — «Краткого этимологического словаря эсперанто»[23].
- Вим Янсен (Wim Jansen, род. 1942) — нидерландский интерлингвист и эсперантолог, заведующий кафедрой интерлингвистики и эсперантологии Амстердамского университета[24].

## Эсперантологические организации и периодика
Несмотря на то, что интерлингвистические и эсперантологические исследования публиковались во многих изданиях ещё с начала XX века (главным образом — в периодике на эсперанто), а в 1930—1931 году в Японии была попытка издавать журнал под названием Esperantologio (вышло три номера), первым специализированным научным изданием, посвящённым эсперантологии, принято считать журнал Lingva Kritiko (с эсп. — «Языковая критика»). Издание выходило в феврале 1932 — марте 1935 года в Кёльне в качестве ежемесячного приложения к газете Heroldo de Esperanto (в общей сложности вышло 28 выпусков со 162 статьями). Впоследствии издание было прекращено ввиду экономических и политических трудностей в тогдашней Германии.
В 1949—1961 годах под редакцией датского эсперантолога Пауля Неэргорда выходил журнал Esperantologio; в общей сложности было опубликовано 6 номеров, общее количество страниц составило 424. В 1976—1977 годах в Будапеште было издано три номера журнала Esperantologiaj Kajeroj (с эсп. — «Эсперантологические выпуски»).
В настоящее время при Уппсальском университете издаётся специализированный многоязычный журнал Esperantologio / Esperanto Studies. В международном научном журнале Language Problems and Language Planning, издаваемом в Амстердаме, постоянно публикуются материалы по интерлингвистической и эсперантологической тематике. Кроме того, публикуются информационные бюллетени Informilo por interlingvistoj (с эсп. — «Информационный бюллетень для интерлингвистов») и Interlinguistische Informationen.
Из значительных научных эсперантологических центров и школ, постоянно действующих в настоящее время, следует упомянуть трёхгодичные курсы по интерлингвистике и эсперантологии при университете Адама Мицкевича в Познани (Польша), проводимые под общим руководством профессора Илоны Кутни. Для учёных, выполняющих научные исследования на эсперантологическую тематику, доступны гранты, выделяемые фондом Esperantic Studies Foundation.
Значительная роль в историческом анализе и, в определённой мере, направлении развития эсперанто принадлежит Академии эсперанто (результаты её исследований публикуются в форме т. н. «Решений и рекомендаций Академии»). Кроме того, различные исследования на эсперантологическую тематику публикуются в составе разнообразных научных сборников и «памятных книг».
К основным библиотекам, содержащим значительное количество материалов по эсперантологии, относятся Библиотека имени Гектора Годлера (располагающаяся в центральном офисе Всемирной ассоциации эсперанто в Роттердаме, около 30 000 единиц хранения) и коллекция Международного музея эсперанто (который является подразделением Австрийской национальной библиотеки).

### На русском языке
- Д-р Эсперанто (Л. М. Заменгоф). Международный язык. Предисловие и полный учебник. — 4-е. — М.: Импэто, 2007. — 40 с. — ISBN 978-5-7161-0165-4.
- Колкер Б. Г. Международный язык эсперанто: полный учебник. — М.: Импэто, 2007. — 264 с. — ISBN 978-5-7161-0172-2.
- Исаев М. И. Столетие планового вспомогательного языка эсперанто (идея, реализация, функционирование) // Проблемы международного вспомогательного языка : сборник. — М.: Наука, 1991. Архивировано из оригинала 16 октября 2009 года.

### На других языках
- Caligaris, Irene.  = Una lingua per tutti, una lingua di nessun paese: una ricerca sul campo sulle identità esperantiste. — Roma: Aracne, 2016. — 562 p. — ISBN 9788854888647.
- Гудсков Н. Л. Конспект по эсперантологии = Epitomo de esperantologio. — М.: Импэто, 2002. — 152 p. — ISBN 5-7161-0094-5.
- Wennergren, Bertil. Полное руководство по грамматике эсперанто = Plena manlibro de Esperanta gramatiko. — El Cerrito: ELNA, 2005. — 696 p. — ISBN 9780939785070.
- Pierre, Janton. Эсперанто: язык, литература, движение = Esperanto: lingvo, literaturo, movado. — Rotterdam: UEA, 1998. — 119 p. — ISBN 9789290170341.
- Sikosek, Ziko Marcus. Эсперанто без мифов = Esperanto sen mitoj. — 2a eld. — Antverpen: FEL, 1999. — 311 p. — ISBN 9789071205705.
- Rašić, Nikola. Семейный круг (Социологические исследования в эсперанто-среде) = La rondo familia (Sociologiaj esploroj en Esperantio). — Pisa: Edistudio, 1985. — 192 p. — ISBN 9788870360622.
- Sutton, Geoffrey. Краткая энциклопедия оригинальной литературы на эсперанто = Concise encyclopedia of the original literature of Esperanto, 1887-2007. — New York: Mondial, 2008. — 728 p. — ISBN 9781595690906.
- Корженков А. В. История эсперанто = Historio de Esperanto. — Калининград: Sezonoj, 2005. — 127 p.
- Kalocsay, Kálmán; Waringhien, Gaston. Полная аналитическая грамматика эсперанто = Plena analiza gramatiko de Esperanto. — 5a eld. — Rotterdam: UEA, 1985. — 598 p. — ISBN 9789290170327.
- Эсперанто, интерлингвистика и плановый язык = Esperanto, interlinguistics, and planned language / Humphrey Tonkin (red.). — University Press of America, 1997. — 232 p. — ISBN 9780761808473.
- Lapenna, Ivo; Lins, Ulrich; Carlevaro, Tazio. Эсперанто в перспективе = Esperanto en perspektivo / I. Lapenna (red.). — Роттердам: UEA, 1974. — 844 p.
- Neergaard, Paul. Эсперантология и её дисциплины. Задачи и результаты = La esperantologio kaj ties disciplinoj. Taskoj kaj rezultoj. — København, 1942. — 28 p.
- Wells, John Christopher. Лингвистические аспекты эсперанто = Lingvistikaj aspektoj de Esperanto. — Rotterdam: UEA, 1989. — 76 p.